# Hesperornithiformes
De Hesperornithiformes zijn een zeer gespecialiseerde clade van uitgestorven tandvogels uit het Krijt. De Hesperornithes waren blijkbaar beperkt tot de toenmalige aquatische (water) habitats in het noordelijk halfrond. De clade bevat onder meer geslachten als Hesperornis, Parahesperornis, Baptornis, Enaliornis en waarschijnlijk Potamornis, alle sterke, zwemmende watervogels. Vele, zo niet alle soorten konden in het geheel niet vliegen. De grootst bekende soort van de Hesperornithes is Canadaga arctica beschreven in 1999. Deze kon als volwassen dier een maximumlengte van meer dan 1,5 meter bereiken.
De eerste definitie als klade was uit 2004 van Clarke: de groep bestaande uit Hesperornis regalis en alle soorten nauwer verwant aan Hesperornis dan aan bestaande vogels.
Hesperornithiformes waren de enige dinosauriërs uit het Mesozoïcum die de oceanen wisten te veroveren (alle vogels stammen feitelijk af van andere dinosauriërs). De reptielen uit die tijd die in het water leefden, zoals de Mosasaurus en Elasmosaurus, waren geen dinosauriërs. De Hesperornithiformes stierven uit bij de Krijt-Paleogeen-overgang, samen met de Enantiornithes, alle niet-vliegende dinosauriërs en tal van andere levensvormen.

## Taxonomie
- Orde Hesperornithiformes
  - Familie Enaliornithidae
    - Geslacht Enaliornis

  - Familie Baptornithidae
    - Geslacht Baptornis

  - Familie Hesperornithidae
    - Geslacht Hesperornis
    - Geslacht Parahesperornis
    - Geslacht Canadaga
    - Geslacht Coniornis

Hesperornithiformes incerta cedis:
- Geslacht Asiahesperornis
- Geslacht Judinornis
- Geslacht Pasquiaornis
- Geslacht Neogaeornis
- Geslacht Potamornis